# Igreja Católica nas Ilhas Malvinas
A Igreja Católica nas Ilhas Malvinas (também chamadas Ilhas Falkland) é parte da Igreja Católica universal, em comunhão com a liderança espiritual do Papa, em Roma, e da Santa Sé. As estatísticas sobre a afiliação religiosa nas Malvinas são poucas e generalistas, já que os censos demográficos totalizam apenas o número de cristãos em geral, e dados sobre o número específico de católicos provêm apenas de fontes da própria igreja.

## História

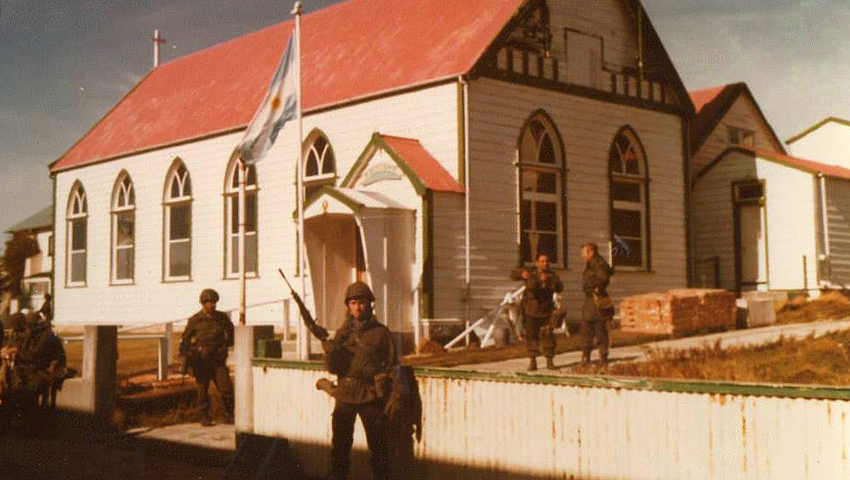
Fuzileiros navais argentinos durante a invasão das Malvinas, em guarda em frente à Igreja Santa Maria.

Os franceses foram os primeiros a chegar às ilhas, em 1764. Junto deles, missionários católicos iniciaram seus trabalhos de evangelização. Em 1767, as Malvinas passam a pertencer à Espanha, e, junto dos novos colonizadores, quatro frades franciscanos desembarcam no arquipélago para dar continuidade aos trabalhos da Igreja. Em 1810, as ilhas encontravam-se desabitadas e sem presença de povos indígenas, tendo apenas equipes de pesquisa sazonais. Com o início dos esforços pela independência das Províncias Unidas do Rio da Prata, diversos sacerdotes tiveram de deixar as Malvinas, restando apenas o frei dominicano José Zambrana.
Devido à sua posição geográfica estratégica e a seus recursos naturais, as Malvinas foram invadidas pelo Reino Unido em 1833. Uma resolução da ONU foi publicada sobre a disputa da soberania, sem que se chegasse a um acordo. Após o início da ditadura militar argentina, em 1976, as tensões aumentaram, e o general Leopoldo Fortunato Galtieri decidiu invadir as ilhas em 1982, a fim tomá-las dos britânicos. Em apoio ao Reino Unido, juntaram-se os Estados Unidos, Alemanha, Japão, Itália, França e Canadá, sendo que o conflito durou 72 dias, com um saldo de mortes de 649 soldados argentinos, 255 soldados britânicos e três civis.

No momento da invasão, os bispos argentinos publicaram o documento Exortação pela Paz, assinado pelo cardeal Raúl Francisco Primatesta, reafirmando a soberania argentina nas ilhas porém, ao mesmo tempo, manifestando sua preocupação sobre uma guerra cujas consequências eram "imprevisíveis" e, por isso, enfatizaram a necessidade de evitá-la por todos os meios ao seu alcance. Uma semana antes, o Papa João Paulo II enviou uma mensagem aos bispos em defesa da paz, da reconciliação e da negociação com o governo britânico. O Pontífice anunciou uma visita pastoral à Argentina, e visitou o país em junho de 1982, depois de ter também visitado a Inglaterra. Em uma homilia feita no Vaticano, João Paulo II fez declarações sobre a questão da paz entre as nações, afirmando:
| “ | Não ignoramos os obstáculos que, neste momento, se opõem à consecução de uma meta tão essencial ao bem e aos verdadeiros interesses dos dois povos; todavia, com firme confiança, reafirmamos a nossa convicção: a paz é um dever, a paz é possível. É um dever a paz, porque todo o habitante da terra — qualquer que seja o País onde encontrou o nascimento, ou a língua na qual aprendeu a exprimir pensamentos e sentimentos, ou o "credo" político e religioso em que inspira a própria vida — sempre pertence àquela única família do "género humano" que já o antigo sábio pagão considerava como uma "infinita societas" — uma sociedade sem confins. | ” |
|   | — Homilia do Papa João Paulo II em missa pro pace et iustitia servanda, na Basílica de São Pedro, em 22 de maio de 1982. |   |

Em 1952 é erigida a Prefeitura Apostólica das Ilhas Malvinas, a partir da diocese chilena de Punta Arenas.

## Atualmente
Em março de 2013, pouco após a eleição do Papa Francisco no conclave, o então prefeito apostólico das Malvinas, Michael Bernard McPartland, afirmou que gostaria de uma visita do Pontífice ao arquipélago, e também afirmou que esperava a mediação dele na solução do conflito pela soberania das ilhas. Em março de 2013 a imprensa britânica trouxe à tona uma homilia de Francisco numa missa pelo aniversário do início da guerra, quando ainda era arcebispo de Buenos Aires, em que ele pediu que os fiéis rezassem "pelos que caíram, filhos da pátria que foram defender sua pátria mãe, e reclamar o que é da pátria e lhe foi usurpado". Questionado, o então primeiro-ministro britânico, David Cameron afirmou que respeitosamente discordava da posição de Bergoglio. O Papa se envolveu em uma polêmica em agosto de 2015, quando ele foi fotografado segurando um quadro entregue por uma fiel, que dizia: "É tempo de diálogo entre Argentina e Reino Unido sobre as Malvinas". Após a repercussão da foto, especialmente na imprensa argentina, o porta-voz do Vaticano, Ciro Benedettini, afirmou que o Papa costuma receber presentes, e que segurar a foto não significa a tomada de uma posição específica.
Em outubro de 2019, foi feito um gesto de paz entre argentinos e britânicos; uma imagem de Nossa Senhora de Luján que ficava na igreja de Santa Maria, nas Malvinas, e que foi levada à Inglaterra pelo exército britânico ao fim da guerra, foi devolvida à Argentina pelo ordinário militar do Reino Unido, Dom Paul James Mason ao ordinário argentino, Dom Santiago Olivera, sob o olhar do Papa Francisco. Em gratidão pelo gesto, a Igreja argentina doou outra imagem semelhante à inglesa. Em 2 de abril de 2022, a Conferência Episcopal Argentina solicitou que em todo o país se celebrassem missas pelas soldados argentinos mortos durante a Guerra das Malvinas, devido ao aniversário dos 40 anos do início do conflito.

### Estatísticas
| Religião             | Filiação (2006) | Filiação (2016) |
| -------------------- | --------------- | --------------- |
| Bahaísmo             | 0,41%           | 0,03%           |
| Budismo              | 0,17%           | 0,25%           |
| Cristianismo         | 67,17%          | 57,07%          |
| Hinduísmo            | 0,03%           | 0%              |
| Islamismo            | 0,3%            | 0,22%           |
| Judaísmo             | 0,03%           | 0%              |
| Testemunhas de Jeová | 0%              | 0,41%           |
| Sem religião         | 31,51%          | 35,37%          |
| Não declarada        | 0%              | 6%              |

As estatísticas de filiação religiosa das Malvinas são aferidas pelos censos demográficos realizados pelo governo local; porém, neles é contado apenas o número de cristãos em geral, e não divididos pelas suas denominações. Estatísticas da própria Igreja Católica, por meio da Prefeitura Apostólica das Ilhas Malvinas, informam a presença de 400 católicos nas ilhas, que são cerca de 10% da população.

## Organização territorial

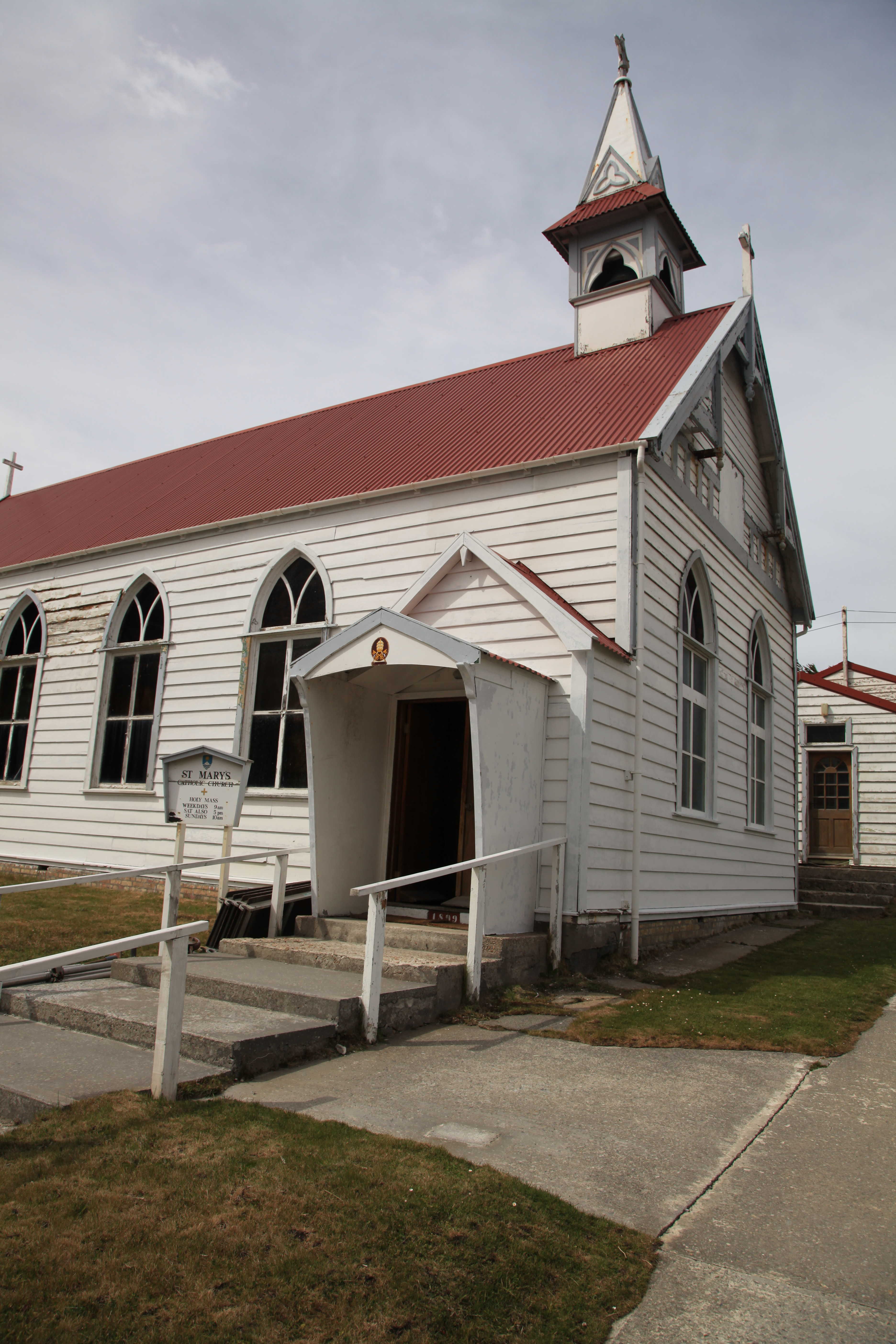
Entrada da Paróquia Santa Maria, a única igreja católica presente nas Ilhas Malvinas.

A Igreja Católica está presente nas Ilhas Malvinas com apenas uma circunscrição eclesiástica — a Prefeitura Apostólica das Ilhas Malvinas — que cobre todo o território do arquipélago. A prefeitura apostólica está imediatamente sujeita à Santa Sé, devido à disputa entre a Argentina e o Reino Unido pela soberania das ilhas. Há apenas uma igreja católica nas Malvinas, visto o pequeno número de fiéis — a Paróquia Santa Maria, localizada em Porto Stanley — e que foi construída em 1899, e tem missas semanalmente. Fora a igreja católica, a capital malvinense tem apenas outras duas igrejas, que são de denominações protestantes.